# ماتيو موشيتي
ماتيو موشيتي (بالإيطالية: Matteo Moschetti )‏ (و. 1996  م) هو راكب دراجة هوائية إيطالي، ولد في ميلانو.

## سجل الفوز

### سباقات أو مراحل فاز بها
| التاريخ        | السباق                            | المركز                  |
| -------------- | --------------------------------- | ----------------------- |
| 25 فبراير 2018 | طواف أنطاليا 2018                 | الأول في تصنيف النقاط   |
| 04 مارس 2018   | جائزة رودس الدولية الكبرى 2018    | الأول في التصنيف العام  |
| 25 مارس 2018   | تور دو نورماندي 2018              | الثاني في تصنيف النقاط  |
| 14 أبريل 2018  | زي إل إم تور 2018                 | الأول في التصنيف العام  |
| 19 أغسطس 2018  | طواف المجر 2018                   | الثاني في تصنيف النقاط  |
| 24 أغسطس 2018  | تور دو بويتو-شارنتيس 2018         | السادس في تصنيف النقاط  |
| 02 مارس 2019   | طواف الإمارات 2019                | العاشر في تصنيف النقاط  |
| 24 مارس 2019   | جائزة دينين الكبرى 2019           | الرابع في التصنيف العام |
| 10 أبريل 2019  | شيلدبرايش 2019                    | العاشر في التصنيف العام |
| 30 يناير 2020  | تروفيو سيس سالينس 2020            | الأول في التصنيف العام  |
| 02 فبراير 2020 | تروفيو بالما 2020                 | الأول في التصنيف العام  |
| 21 مارس 2021   | بير سيمبري ألفريدو 2021           | الأول في التصنيف العام  |
| 12 فبراير 2023 | طواف ألميريا 2023                 | الأول في التصنيف العام  |
| 17 سبتمبر 2023 | جراند بريكس دي إسبيرجوس 2023      |                         |
| 08 مارس 2025   | سباق جائزة كريكويليون الكبرى 2025 | الأول في التصنيف العام  |

## روابط خارجية
- ماتيو موشيتي على موقع الاتحاد الدولي للدراجات (الإنجليزية)
- ماتيو موشيتي على موقع أرشيف الدراجات (الإنجليزية)
- ماتيو موشيتي على موقع إحصائيات الدراجات الإحترافية (الإنجليزية)
- ماتيو موشيتي على موقع نسبة الدراجات (الإنجليزية)
- ماتيو موشيتي على موقع CycleBase (الإنجليزية)